# SF (장르)
사이언스 픽션(science fiction), 약칭 SF는 과학적 사실이나 가설과 외삽한 세계를 배경으로 펼쳐지는 이야기를 담은 문학 장르인 과학소설을 의미하며, 나아가서는 그런 요소를 중심에 둔 영화 등 다른 매체들의 장르를 포괄하는 단어다.

## 정의
SF 문학은 개론적으로는 과학 이론이나 과학기술에 의한 혁신과 그것이 인간 생활에 끼치는 영향을 즐겨 다루는 "개념(idea)의 문학"으로 보는 관점이 일반적이지만, 각론으로 들어가면 1세기가 넘는 역사를 통해 세분화된 광범위한 하위장르와 주제를 가지고 있어 한마디로 정의하기 어렵다.
작가이자 편집자인 나이트는 이러한 어려움을 요약하기 위해, "우리가 손을 들어 가리키면 그것이 바로 SF이다"라고 말했다. 이것은 작가 글래시의 말을 떠올리게 한다. "SF의 정의는 포르노그래피의 정의와 같다. 당신은 그게 뭔지 모르지만, 보는 순간 알게 된다." 나보코프는 엄밀하게 정의하면, 셰익스피어의 희곡 《템페스트》는 SF여야 한다고 주장했다.(이는 《프랑켄슈타인》 1818년판 서문에서 언급되는 내용이기도 하다.)
작가인 하인라인에 의하면, "거의 대부분의 SF에 대한 간편하고 짧은 정의는 아마도 이것이다: 과학적 방법의 의미와 자연에 대한 철저한 이해, 그리고 미래와 과거의 현실 세계에 대한 충분한 지식에 기반한, 가능한 미래의 사건들에 대한 현실적인 추측." 셜링의 정의는 이렇다. "판타지는 개연성 있게 만들어진 불가능한 것. SF는 가능하게 만들어진 개연성 없는 것." 델레이는 "헌신적인 애호가나 팬이라 해도, SF가 무엇인지 정의하기 힘들어 한다"라고 적었다. 그 이유는 "완전히 만족스러운 정의"란 없고, "SF의 윤곽에 한계"란 없기 때문이다. c추가한다.
SF는 주로 합리적으로 그리는 대안적인 가능 세계와 미래에 기반해있다. 이 장르는 그런 면에서 판타지와 비슷하면서도 다른데, 이야기의 맥락내에서, SF의 상상적 요소는 과학적으로 정립됐거나 과학적으로 가정된 물리 법칙으로 대부분이 가능해진다.(그렇지만 이야기 속 몇몇 요소는 여전히 순수하게 상상된 사변일 수 있다)
SF의 배경은 종종 합의된 현실과 반대이지만, 대부분의 SF는 다양한 가상의 요소로 가능성 있는 과학적 가설이나 해결책을 제시함으로써 독자의 마음에 촉진된 상당한 정도의 불신의 유예에 의존하고 있다. SF의 요소로는 다음과 같은 것들을 포함한다:
- 가상의 시간선상의 미래, 혹은 역사학적이거나 고고학적인 진실과 모순된 역사적 배경 등의 시간적 설정
- 외우주(예시: 우주 여행), 다른 세계, 지저 세계 등의 공간적 배경, 장면[9]
- 외계인, 돌연변이, 안드로이드 혹은 휴머노이드 로봇, 그리고 인류의 진화 과정에서 나타난 다른 캐릭터들
- 광선총, 순간이동 장치, 휴머노이드 컴퓨터 같은 미래적이거나 그럴듯한 기술[10]
- 시간 여행, 웜홀, 초광속 여행, 앤서블을 비롯한 새로운, 혹은 기존의 물리법칙과 모순되는 과학적 법칙
- 디스토피아, 포스트 자원고갈, 포스트 아포칼립스처럼 새롭거나 다른 정치적, 혹은 사회적 시스템[11]
- 마인드 컨트롤, 텔레파시, 염력, 순간 이동과 같은 불가사의한 능력
- 다른 세계, 차원과 그곳을 오가는 여행

### 공상과학이라는 표현
20세기의 대한민국에서 사이언스 픽션은 주로 '공상과학소설'로 지칭되었고, 그 연장선상에 있는 '공상과학영화'라든지 '공상과학만화' 등의 표현에서 알 수 있듯이 장르 전체를 가리키는 형용사로 자리잡았는데, 이것은 서구의 사이언스 픽션을 직접적인 번역이 아니라 일본 출판물의 중역을 통해 간접적으로 수입했던 과정의 부산물이다.
1959년 일본의 하야카와(早川) 출판사는, 미국의 과학소설 잡지인 판타지와 사이언스 픽션(The Magazine of Fantasy and Science Fiction; 약칭 F&SF)과 제휴하여 일본의 대표적인 SF 월간지였던 S-F 매거진(S-F マガジン)을 창간하면서 잡지 표지에 『공상과학소설지(일본어: 空想科学小説誌)』라는 오역에 가까운 부제(副題)를 붙였다. 여기서 '공상과학'이라는 용어는 본래 잡지 이름 중 'Fantasy'를 문학 장르인 '판타지'가 아닌 '공상'으로 오인하고 만들어낸 편의적인 조어였는데, 이를 계기로 일본 국내에서 '공상과학소설'은 1960년대 중반까지 'science fiction'의 역어로 곧잘 쓰였다. 당시 일본에서도 SF라는 약어는 아직 생소했던 탓에 '공상과학소설'뿐만 아니라 '과학소설', '환상과학소설', '미래과학소설'이라는 역어들이 함께 쓰였는데, 1970년대 중반의 애니메이션 인기로 인한 SF 붐이 사회 현상으로까지 격상되면서 'SF 소설', 'SF 영화', 'SF 애니메이션' 하는 식으로 SF라는 약어가 완전히 자리잡았고, 그 결과 위의 한자어들은 1980년대에는 장르를 지칭하는 표현으로서는 완전히 사어화했다.
그러나 1980년대 이전의 대한민국에서는 일본의 아동용 소설 전집이나 외국어 사전류를 통째로 중역(重譯)하거나 참고해서 출간하는 일이 잦았기에 당시 일본에서 사용하던 '공상과학'이라는 표현이 사이언스 픽션에 대한 역어로 뿌리를 내리게 되었으며, 21세기 들어서도 업데이트가 미비한 사전류나 언론 기사
등에서는 여전히 사용되고 있다.
'공상과학'은 상술했듯이 애당초 졸역과 무비판적인 일본 문화 수용에서 비롯된 용어이고, 특히 '공상'이라는 한자 단어가 장르의 올바른 이해와 수용을 심각하게 저해하므로 가치 중립적이며 국제 기준에 맞는 'SF'로 완전히 대체해야 한다는 주장은 1990년대부터 꾸준히 있어왔는데. 그 근거는 다음과 같다.
- '공상과학'은 당초 '사이언스 픽션'뿐만 아니라 판타지를 포함하는 표현으로서 만들어진 것이므로 근본적 오류가 있고 엄밀하지 못한 단어이다.[19] 따라서 영어 Science Fiction을 한국어로 번역함에 있어, '공상'이란 단어가 포함될 이유가 없다.
- 한국어의 '공상'은 '이루어질 수 없는 헛된 상상'을 의미하므로 사이언스 픽션의 본래 뜻을 심각하게 훼손하며,[20] 특히 유교의 영향이 강한 한국 특유의 교육 환경에서는'망상'과 크게 다르지 않은 부정적인 맥락에서 사용되는 경우가 많다.[21][19][22][23] 때문에 "해당 단어가 90년대 이후 2000년대초까지 팬덤 내부에서 장르에 대한 자의식이 성숙하는 동안 많은 SF 독자들에게 상처를 준 말이었으며, 지금도 적지 않은 SF독자들이 불쾌감을 느끼는 단어"[24][25]인 것이 사실이다.

위와 같은 이유로 국내 SF 팬덤과 출판계와 학계에서는 오랫동안 '공상과학소설'을 '과학소설'로 바꿔부르는 데 노력을 기울여왔고, SF 문학과 SF 영화가 크게 주목받기 시작한 2020년대 이후에는 언론계에서도 영화, 만화, 게임 등 여타 매체를 포함한 광범위한 장르의 이름으로서 '공상과학'이 아닌 'SF'가 점점 우위를 점하는 중이다.
한편 중국에서는 SF장르를 과학환상(중국어: 科学幻想) 또는 간단히 과환이라고 부른다 조선민주주의인민공화국에서도 '과학환상작품'이라는 유사용어를 사용한다.

### 사변 소설(Speculative Fiction)이라는 표현
사변 소설이라는 1947년 2월 8일자 새터데이 이브닝 포스트에서 미국의 SF 작가 로버트 A. 하인라인에 의해 판타지와는 엄연하게 구별되는, SF의 정수를 보여주는 표현으로 처음 제기되었고, 1960년대의 영국과 미국 SF계에서 뉴웨이브(New Wave) 운동이 시작되면서 SF를 대체하는 용어로 각광을 받았다가, 20세기 후반부터는 판타지와 호러까지 포함하는 비(非) 리얼리즘적 소설까지 포함하는 비평적 개념으로 의미가 확장되었다. 그러나 영어권 매체에서 어떤 소설의 장르를 '사변 소설(Speculative Fiction)'이라고 부를 때는 여전히 SF 및 그 친연 장르를 의미하는 경우가 대부분이다.

### 사이파이(Sci-fi)라는 표현
Sci-Fi(사이-파이)라는 약어는 1954년에 과학소설 연구가인 애커먼에 의해 공식 문헌에 사용되었다. SF가 영화 등의 다른 매체로 확산되면서 과거에 비해 더 오락 지향적인 작품이 많이 등장하게 되었고, 그 결과 일부 영화 비평가들이 저급한 'B급 SF 영화'를 'Sci-Fi'라고 부르기도 하였다. 따라서 일부 평론가들은 이 약어를 멸칭(蔑稱)으로 보기도 하지만, 21세기 들어서는 SF와 마찬가지로 가치중립적인 용어로 간주된다.

## 역사
SF를 사색과 스토리텔링을 통해 세계를 이해하기 위한 수단으로서 파악해보면, 이 장르의 기원은 신화와 역사의 경계가 흐릿하던 시대로까지 거슬러 올라가, 2세기 루시안의 진짜 역사, 아라비안 나이츠 설화, 10세기의 다케토리 이야기, 13세기 이븐 알 나피스의 독학 신학(Theologus Autodidactus)을 비롯한 SF의 선구자격 문학들을 만나게 된다.
막 싹트기 시작한 이성의 시대의 생산물들과 근대 과학의 발전에 따라 나타난 스위프트의 〈걸리버 여행기〉(1726)는 볼테르의 〈마이크로메가스〉(1752)와 케플러의 〈솜니움〉(1620~1630)과 더불어 최초의 사이언스 판타지 작품들 중 하나이다. 아시모프와 세이건은 〈솜니움〉을 최초의 SF로 여긴다. 《솜니움》에서는 달 여행과 달에서 바라본 지구의 움직임이 묘사됐다. 영국인 귀족 여성 마거릿 캐번디시의 〈빛나는 세계〉(1666) 역시 초기 SF의 전조로 여겨진다. 또다른 예시는 홀버그의 소설 〈닐스 클림의 지하 여행〉(1741)이다.
18세기 문학 양식으로서 소설의 발달에 뒤따라, 19세기엔 셸리의 〈프랑켄슈타인〉(1818)과 〈최후의 인간〉이 SF소설의 정의를 내리는데 도움을 주며, 올디스는 〈프랑켄슈타인〉이 최초의 과학소설이라고 주장했다. 이보다 나중에 포는 달 여행을 그린 이야기 한 편을 썼다. 이밖에도 더 많은 예시들이 19세기 전반에 걸쳐 나타났다.

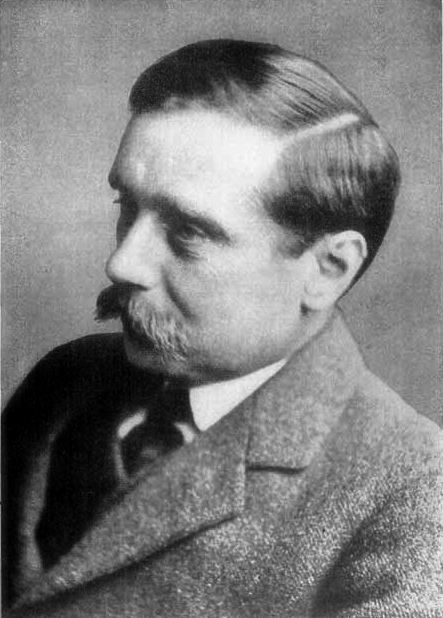
H.G. 웰스

전기, 전보와 같은 새로운 기술, 새로운 교통시설의 출현에 따라 웰스와 베른은 사회의 다양한 계층에게서 광범위한 인기를 얻은 작품들을 창작했다. 웰스의 〈우주 전쟁〉(1898)은 발달된 무기를 장착한 세 발 달린 전투 기계를 탄 화성인들이 후기 빅토리아 시대의 영국을 침략하는 이야기를 그렸다. 이것은 외계 침공을 실감나게 묘사한 소설이다.
19세기 후반, 영국에서 이 픽션을 기술하기 위해 "과학적 로망스(scientific romance)"라는 용어가 사용됐다. 이것은 1884년 애벗의 노벨라 《플랫랜드: 다차원의 이야기》를 비롯한 작품을 파생시켰다. 이 용어는 20세기 초반 스테이플던 같은 작가들에게까지 이어졌다.

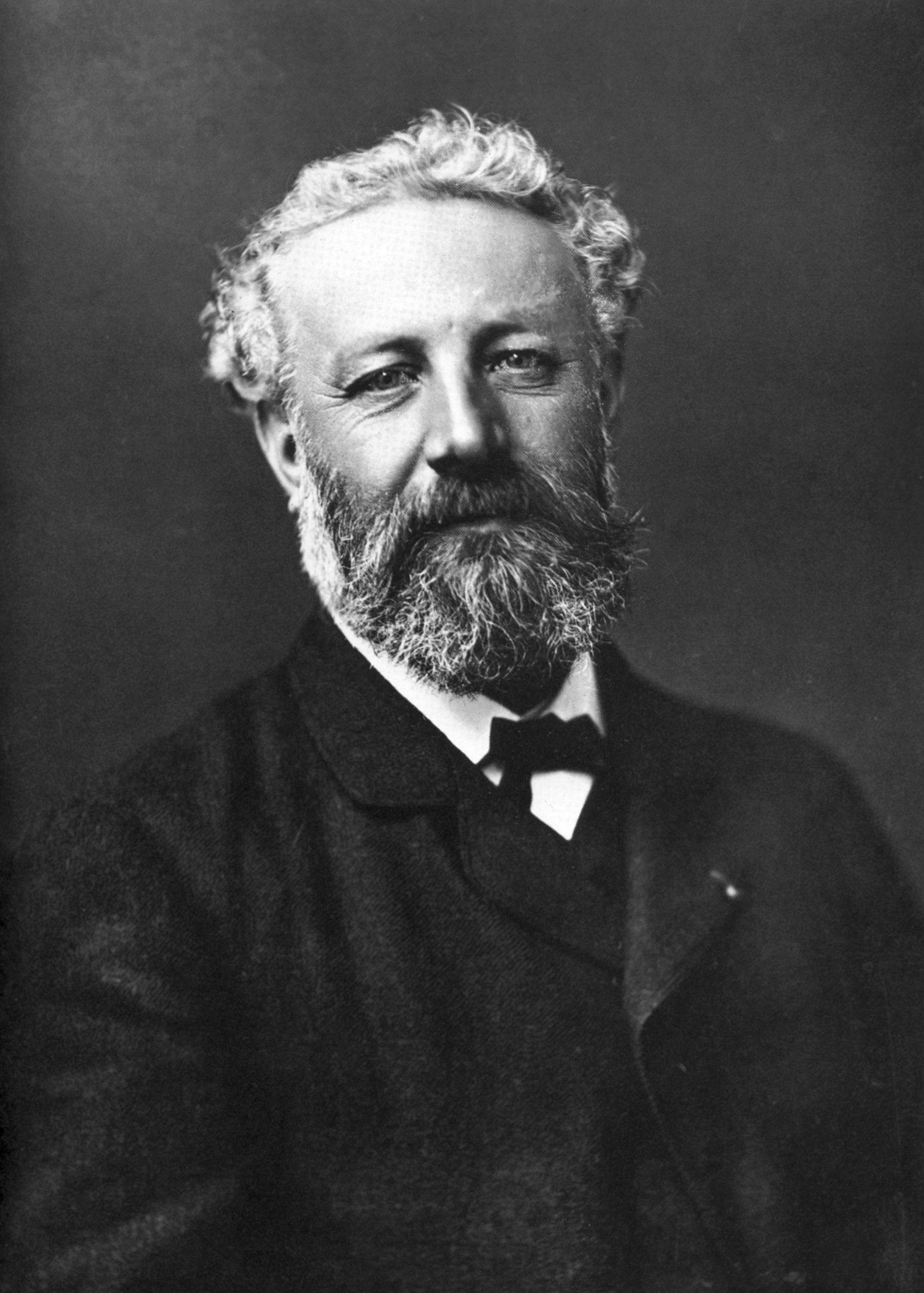
쥘 베른

20세기 초반, 어메이징 스토리즈의 창간인 건스백에 영향받아 나타난 펄프 매거진들을 통해 주로 미국인 SF 작가들로 이뤄진 새로운 세대가 나타난다. 1912년 버로스는 화성을 배경으로 존 카터가 영웅으로 활약하는 장기 시리즈인 바숨 시리즈의 첫 번째 소설 《화성의 프린세스》를 출간한다. 1928년, 필립 놀란이 어메이징 스토리즈에 벅 로저스의 원작 소설 아마겟돈 2419를 실은 것은 획기적인 사건이었다. 이 이야기는 벅 로저스(1929), 브릭 브래드퍼드(1933), 플래시 고든(1934)으로 이어지는 연재 만화의 바탕이 됐다. 이 연재 만화와 연속된 영화 시리즈는 SF를 대중화시켰다.

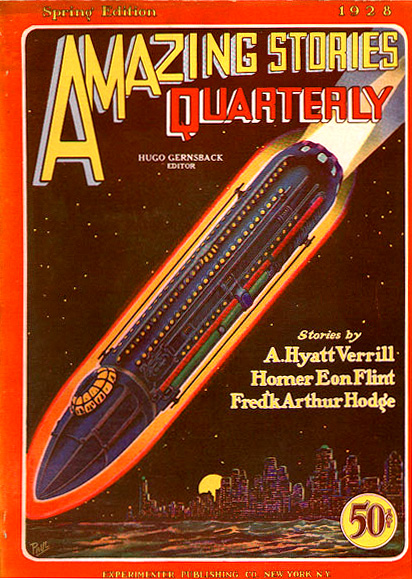
세계 최초의 SF 잡지 어메이징 스토리즈

1930년대, 캠벨이 어스타운딩 사이언스 픽션의 편집장을 맡게 되고, 아시모프, 나이트, 울하임, 폴, 블리시, 메릴 등을 비롯해 퓨처리안이라 불리게 되는 일군의 신진 작가들이 뉴욕시에서 나타난다. 이 시기의 다른 중요한 작가들로 스미스, 하인라인, 클라크, 스테이플던, 밴보트 등이 있다. 캠벨의 영향력 바깥에서 활동한 작가로 브래드버리와 렘이 있다. 캠벨이 《어스타운딩》지의 편집장으로 지낸 기간은 보통 과학소설의 황금기가 시작된 시기로 여겨지며, 과학적 발견과 성취를 찬양하는 하드 SF 소설로 특징지어 진다. 이 시기는 전후 기술적 발전, 골드가 편집한 잡지 《갤럭시》의 출현, 그리고 하드 사이언스보다 사회 과학을 더 강조한 새로운 세대의 작가들이 출현하기 전까지 지속됐다.
1950년대 비트 세대는 버로스 같은 사변적 작가들을 포괄한다. 1960년대와 1970년대 초반, "문학적"이거나 예술적 감성의 지식인적 자의식으로 가득찬 일련의 작가들이 형식이나 내용에 있어 높은 강도의 실험적 시도를 벌인 뉴웨이브가 영국을 중심으로 발흥했고, 동시기 미국에서는 허버트, 덜레이니, 젤라즈니, 엘리슨 등의 작가들이 새로운 경향, 사상, 스타일을 탐구한다. 르귄과 다른 작가들은 소프트 SF 분야를 개척했다.
1980년대, 깁슨 같은 사이버펑크 작가들은 전통적인 SF의 낙관론과 발전에 대한 지지에서 방향을 돌렸다. 근미래에 대한 디스토피아적인 관점은 딕의 소설 《안드로이드는 전기양의 꿈을 꾸는가?》와 《도매가로 기억을 팝니다》에 묘사되었다. 《스타 워즈》 프랜차이즈는 과학적 엄밀함보다는 이야기와 캐릭터에 더 신경을 쓰는 스페이스 오페라에 대한 관심을 불러일으켰다. C. J. 체리의 외계인의 삶과 복잡한 과학적 도전에 대한 자세한 탐구는 후대 작가들에게 큰 영향을 미쳤다.
1990년대엔 환경 문제, 글로벌 인터넷과 확장된 정보의 우주의 의미, 바이오테크놀러지, 나노테크놀러지, 포스트 냉전, 포스트 자원고갈 사회에 대한 관심을 비롯한 주제들이 급부상했다. 스티븐슨의 《다이아몬드 시대》는 이러한 주제들을 종합적으로 탐구했다. 로이스 맥마스터 부졸드의 《보르코시건 시리즈》는 캐릭터 중심 서사를 되돌려왔다. 텔레비전 시리즈 《스타 트렉: 넥스트 제너레이션》(1987)이 SF쇼의 범람을 예고했고, 이는 세 편의 《스타 트렉》 스핀오프 쇼(딥 스페이스 9, 항해자, 엔터프라이즈)와 《바빌론 5》로 이어진다. 고대 포털과 은하계를 가로지르는 게이트들에 대한 영화 《스타게이트》가 1994년 개봉했다. TV 시리즈 《스타게이트 SG-1》이 1997년 7월 27일 첫 방영되고, 이후 10시즌이 이어져 214개의 에피소드를 남긴다. 애니메이션 시리즈 《스타게이트 인피니티》와 TV 시리즈 《스타게이트 아틀란티스》, 《스타게이트 유니버스》, DVD 직배급 영화 《스타게이트: 진실의 방주》, 《스타게이트: 연속체》 등의 스핀오프도 나왔다. 《스타게이트 SG-1》은 《엑스 파일》의 최장기 북미 SF TV 시리즈 방영 기록을 돌파했고, 이 기록은 후에 《스몰빌》에게 깨졌다.
기술적 변화의 급격한 속도에 대한 우려는 빈저의 소설 《실시간으로 버려지다》(Marooned in Realtime)로 대중화된 기술적 특이점이란 개념으로 구체화되고, 이는 다른 작가들에게도 채택된다.
SF는 발전과 미래 기술을 비판하기도 했지만 혁신과 새로운 기술을 독려하기도 했다. 이 주제는 SF 포럼보다는 문학과 사회학에서 더 많이 논의되어왔다. 영화와 미디어 이론가인 비비안 소브책은 SF영화와 기술적 상상력 간의 영향관계를 검토했다. 기술은 예술가들과 그들이 허구적 주제를 다루는 방식에 영향을 미쳤지만, 동시에 가상 세계는 과학의 상상력을 확장시켰다. 《윌리엄 섀트너는 어떻게 세상을 바꿨는가》(How William Shatner Changed the World)는 현실에서 실현된 상상 속 기술의 다양한 예를 다룬 다큐멘터리이다. 새로운 작가들은 클라크 같은 초창기 SF작가들처럼 현재로선 불가능한 기술들을 곧 실현될 것처럼 보이게 만들 방법을 찾고 있다.

## SF의 범주

### 하드 SF

아서 C. 클라크

하드 과학소설, 혹은 "하드 SF"는, 자연과학, 특히 물리학, 천체 물리학, 화학의 정확한 세부사항에 대한 엄격한 관심, 혹은 더 발전한 기술이 가능하게 만들었을 세계에 대한 정밀한 묘사로 특징지워진다. 과학 분야의 석박사 학위를 가진 작가들이 압도적으로 많은 것도 특징이다. 그레고리 벤퍼드, 제프리 A. 랜디스, 데이비드 브린,  아이작 아시모프, 아서 C. 클라크, 로버트 L. 포워드, 프레드 호일 등의 하드 SF 작가들은 현직 과학자 출신이며, 루디 루커, 버너 빈지, 찰스 셰필드, 래리 니븐 같은 수학자들도 있다. 21세기의 가장 주요한 하드 SF 작가들로는 테드 창, 그레그 이건, 그레그 베어, 로버트 J. 소여, 스티븐 백스터, 얼레이스터 레널즈 등이 있다.

### 소프트 SF
"소프트" SF는 아마도 사회 과학, 이를테면 심리학, 경제학, 정치학, 사회학, 인류학에 기반한 작품들이라고 넓게 정의될 수 있을 것이다. 이 분야에서 유명한 작가로 르귄, 딕 등이 있다. 소프트 SF라는 용어는 하드 SF에 비해 엄밀한 범주는 아니며, 과학 및 과학기술의 묘사에 많은 힘을 쏟는 하드 SF에 비해 인물 조형과 문장의 완성도에도 같은 정도 또는 그 이상으로 주의를 기울인 SF 소설들을 지칭하는 두리뭉실한 용어이다.
SFWA 그랜드 마스터 브래드버리는 자타가 공인하는 소프트 SF의 거장이다. 동구권은 폴란드 작가 렘, 자이델과 소련 작가 스트루가츠키 형제, 불리초프, 자먀틴, 예프레모프 등을 비롯한 방대한 분량의 사회과학적 SF 소설을 생산해냈다. 어떤 작가들은 하드 SF와 소프트 SF 사이의 경계를 흐릿하게 만들기도 했다.
사회과학 소설과 소프트 SF는 유토피아와 디스토피아 이야기와 연관된다; 오웰의 《1984》, 헉슬리의 《멋진 신세계》, 애트우드의 《시녀 이야기》가 그 모범적인 사례이다. 스위프트의 《걸리버 여행기》 같은 풍자 소설 또한 과학소설이나 사변소설로 간주된다.

## 하위 장르
SF를 고정된 하위장르로 분류하는 것은 각각의 하위장르들이 간단히 정의되지 않기 때문에 문제의 소지가 있다. 시간여행물이나 초인물처럼 전통적인 주제나 소재로 이루어진 분류가 있는가 하면, 뉴웨이브나 사이버펑크처럼 장르 내부의 역동적인 문학적 사조가 하위장르 내지는 그에 준하는 범주로 정착한 사례도 드물지 않기 때문이다. 따라서 어떤 연구들은 일반적인 하위장르들을 서로 중복된 것으로 파악하며, 동시에 장르 밖이나 그 사이에서 장르의 경계에 포섭되지 않는 공간도 존재한다. 더 나아가, 대중 시장과 문학 비평 사이에도 장르와 분류를 설정하는데 상당한 시각차가 존재한다는 점을 유념해야 한다.

### 사이버펑크
사이버펑크 장르는 1980년대 초반에 등장했다. 이 용어는 사이버네틱스와 펑크의 합성어 로서, 베트케의 1980년 단편 《사이버펑크》를 통해 처음 만들어졌다.
시간적 배경은 주로 근미래이며, 설정은 대개 디스토피아적이고, 특유의 고통으로 형상화된다. 사이버펑크의 일반적인 주제는 정보 기술, 특히 사이버스페이스를 통해 시각적으로 추상화된 인터넷의 발전, 인공 지능, 보철학, 기업이 정부보다 강한 영향력을 지닌 포스트-민주주의 사회적 제어 등이다. 니힐리즘, 포스트 모더니즘, 필름 느와르 기법이 일반적인 요소이며, 주인공은 반항적인 안티 히어로일 때도 있다. 잘 알려진 작가로 깁슨, 스털링, 스티븐슨, 캐디건이 있다. 제임스 오흘레이는 1982년 영화 《블레이드 러너》를 사이버펑크 비주얼 스타일의 결정적인 예시라고 말했다. 이것은 후에 오시이의 《공각 기동대》나 워쇼스키 형제의 매트릭스 시리즈 등의 영상물에도 강한 영향을 미쳤다.

### 시간 여행
시간여행물은 18세기나 19세기에 그 전신이 나타난다. 최초의 중요한 시간여행 소설은 트웨인의 〈아서왕 궁전의 코네티컷 양키〉이다. 가장 유명한 소설은 웰스의 1895년작 《타임 머신》이다. 트웨인의 소설과 비교했을 때 웰스의 소설에선 시간여행 장치가 조종자의 의지에 따라 움직인다는 차이가 있다. "타임 머신"이라는 용어는 웰스가 만들어낸 것이며, 이젠 시간여행 장치를 부르는데 보편적으로 쓰이고 있다. 《백 투 더 퓨처》는 이 분야의 가장 유명한 프랜차이즈 중 하나이다. 시간여행물은 조부모 패러독스 같은 논리적 문제로 인해 복잡해진다. 시간 여행은 현대 SF에서도 계속해서 인기있는 주제이며, 이를테면 《스타게이트 SG-1》이나 BBC의 텔레비전 드라마 《닥터 후》가 이것을 다루고 있다.

### 대체 역사
대체 역사는 역사적 사건이 다르게 전개됐을 수도 있다는 전제를 바탕에 깔고 있다. 이 분야의 소설들은 종종 과거를 바꾸기 위해 시간 여행을 동원하거나, 간단하게 우리의 역사와는 다른 우주를 설정한다. 미국 남북 전쟁에서 남군이 이겼다는 가정하에 전개되는 무어의 《희년을 선포하라》(Bring the Jubilee)나 독일과 일본이 제2차 세계대전에서 승리했다는 가정하에 전개되는 딕의 《높은 성의 사나이》가 이 분야의 고전이다. 횡향 상은 최고의 대체역사물에 수여된다. 이 이름은 라인스터의 1934년 작품 《시간의 횡향》에서 가져왔다. 터틀도브는 이 분야의 가장 눈에 띄는 작가이며, 종종 "대체 역사 마스터"로 불린다.
한국에서는 상술한《높은 성의 사나이》에 촉발받고 쓴 복거일의 《비명을 찾아서》가 이 분야의 효시로 손꼽힌다.

### 밀리터리 SF
밀리터리 SF는 국가, 행성, 항성간의 군사 분쟁을 배경으로 삼은 하위장르이며, 가장 중요한 캐릭터는 대개 군인이다. 밀리터리 SF는 군사 기술, 절차, 의식, 역사의 세부 사항을 포함하며, 종종 실제 일어난 역사적 분쟁을 거울처럼 비춘다. 하인라인의 《스타쉽 트루퍼스》는 고든 딕슨의 《도사이》와 함께 이 분야 초기의 예시이다. 초기 작가 조 홀드먼의 《영원한 전쟁》은 베트남 전쟁 시기 제2차 세계 대전 스타일로 창작된 이 장르에 대한 비판이다. 존 링고, 데이비드 드레이크, 데이비드 웨버, 톰 크래트먼, 마이클 Z. 윌리엄슨, S. M. 스털링, 존 F. 칼, 돈 호스론 등이 이 분야에서 눈에 띄는 작가이다. 배인 북스 출판사는 이 소설가들 여럿을 육성한 것으로 유명하다.

### 초인물
초인물은 평범한 인간보다 더 뛰어난 능력을 가진 인간들의 등장을 주제로 다룬다. 스테이플던의 소설 《이상한 존》과 스터전의 《인간을 넘어서》, 와일리의 《검투사》에서처럼 자연적 발생을 기원으로 삼거나, 아니면 밴보트의 소설 《슬랜》에서처럼  과학적 진보를 통한 의도적인 개조를 기원으로 삼는 경우도 있다. 초인물이 주로 초점을 맞추는 것은 초인들을 보는 사회의 반응과 초인들이 느끼는 소외감이다. 초인물은 현실 사회에서도 인간 개조에 대한 토론에서 일정한 역할을 한다. 폴의 《맨 플러스》 역시 이 카테고리에 포함된다.

### 아포칼립스, 포스트-아포칼립스물
아포칼립스물은 전쟁을 통한 문명의 종말(해변에서), 전염병(최후의 인간), 운석 충돌(세계가 충돌할 때), 생태학적 재해(미지에서 불어온 바람), 그리고 기타 일반적 재해나 재해 발생 이후의 세계와 문명에 대해 다루는 하위장르이다. 스튜어트의 소설 《견디는 지구》(Earth Abides)와 팻 프랭크의 아아, 바빌론 등이 이 분야의 전형이다. 포스트-아포칼립스물이 근미래(매카시의 《로드》)닥친 재앙의 여파부터 375년 후의 미래(바빌론의 물로 인해), 수백 수천년 후의 미래(러셀 호반의 리들리 워커, 월터 M. 밀러 2세의 레보위츠를 위한 송가)까지 광범위하게 다루는 데 비해, 아포칼립스물은 일반적으로 재앙 그 자체와 그 직후의 여파를 다룬다. 아포칼립스 SF는 비디오 게임에서 인기있는 장르이다. 비평적으로 찬사를 받은 폴아웃 시리즈는 핵전쟁의 생존자들이 살아남기 위해 몸부림치고 사회를 재건하기 위해 애쓰면서 점차 회복되어 가는 포스트 아포칼립스적인 지구를 배경으로 한다.

### 스페이스 오페라
스페이스 오페라는 작중 일부, 혹은 작중 전체를 외우주나 여러 개의 (때로 멀리 떨어진) 행성들을 배경으로 삼는 SF 모험물이다. 갈등은 대개 영웅적이고, 대규모로 발생한다.
"스페이스 오페라"라는 용어는 때로 황당한 플롯, 터무니없는 과학, 골판지 같은 캐릭터를 가리키는 말로써 경멸적으로 쓰인다. 하지만 이 용어는 동시에 노스탤지어적으로도 쓰이며, 현대 스페이스 오페라는 SF의 황금기 시절의 경이감을 재탈환하기 위한 시도를 하고 있다. 이 서브장르의 선구자는 종달새와 렌즈맨 시리즈를 쓴 에드워드 E. (닥) 스미스이다. 조지 루커스의 스타 워즈 시리즈는 스페이스 오페라 영화 프랜차이즈 중 가장 유명하다. 이 시리즈는 온우주를 가로질러 펼쳐지는 선과 악의 장엄한 대결을 다룬다. 알래스터 레이놀즈의 묵시론 우주(Revelation Space) 시리즈, 피터 F. 해밀턴의 보이드 삼부작, 밤의 새벽, 판도라의 별 시리즈, 버너 빈저의 심연 위의 불길, 하늘의 깊이는 이 장르의 새로운 견본이다. 비디오 게임계에서 나타나는 스페이스 오페라의 좋은 예로 매스 이펙트 시리즈가 있다.

### 사회 과학 소설
사회 과학 소설은 인간 사회와 SF적 설정에 배치된 인간의 본성에 초점을 맞추는 SF 하위장르이다. 대부분 인류에 대한 사변에 집중하는 대신 과학적 엄밀함엔 신경을 덜 쓰기 때문에 보통은 소프트 SF로 분류된다.

### 기타 하위 장르
- 기후물 혹은 클라이파이(Cli-fi)는 가상의 기상 설정과 그 결과를 다룬다.
- 인류학 SF
- 괴수물
- 바이오펑크
- 코믹 SF
- 페미니즘 SF
- 스팀펑크
- 디젤펑크
- SF 시

## 팬덤과 커뮤니티
SF 팬덤은 "아이디어 문학의 커뮤니티에서 새로운 아이디어가 사회에 출시되기 전에 나타나 길러지는 문화이다." 이 커뮤니티의 구성원인 "팬"들은 컨벤션이나 클럽, 종이나 온라인 팬진, 웹사이트, 메일링 리스트를 비롯한 여러 통로를 통해 서로 접촉한다.
미국의 SF 팬덤은 《어메이징 스토리즈》의 서한 칼럼을 통해 등장했다. 곧 팬들은 서로에게 편지를 쓰기 시작했고, 후에 팬진으로 알려질 비공식 출판물을 통해 자신들의 논평을 모았다. 정기적인 연락이 이어지자 팬들은 서로를 만나고 싶어했고, 지역 클럽을 조직했다. 1930년대, 최초의 SF 컨벤션은 팬들을 더 넓은 공간에서 만나게 했다. 컨벤션, 클럽, 팬진은 인터넷이 더 많은 사람들 간의 통신을 용이하게 만들기 전까지 수십년간 팬 활동의 지배적인 양식이었다.
한국에서 최초로 유의미한 형태로 조직된 팬덤은 나우누리, 천리안 등의 PC 통신을 기반으로 하고 있으며, 이후 인터넷 시대가 개막하며 보다 개인적인 성향의 팬덤층이 나타났다. 2017년에 이르러 SF작가들만으로 구성된 한국과학소설작가연대(SFWUK)와 넓은 범위의 팬 중심 단체인 한국SF협회가 만들어졌다.

### 상
일반적으로 세계 SF 학회(World Science Fiction Society)의 월드콘에서 수여되는 휴고상, SFWA와 작가 커뮤니티의 투표를 통해 선정되는 네뷸라 상, 최고의 과학소설을 위한 존 W. 캠벨 기념상, 테오도어 스터전 기념상(단편) 등이 가장 권위있는 SF상으로 취급된다. SF영화 분야에서 유명한 상으로 SF, 판타지, 호러 영화 아카데미가 매년 수여하는 토성 상이 있다.
그밖에 캐나다의 프릭스 오로라 상(Prix Aurora Awards)이나 일본의 성운상 같은 국가별 상, 태평양 북서부 오리콘에서 수여되는 엔데버 상 같은 지역별 상, 판타지 분야의 세계 판타지 상이나 미술 분야의 첼시 상처럼 하위장르에 수여되는 상들이 존재한다.
한국에는 과학기술 창작문예가 있었으나 곧 폐지됐고, 2014년 과천SF영화제의 일환으로서 SF 어워드가 시작됐다. 같은 해 한낙원과학소설상이 제정됐다. 2016년에는 한국과학문학상이 생겼다. 2021년에는 작가 문윤성을 기리는 문윤성 SF 문학상이 시작됐다.

### 컨벤션, 클럽, 단체

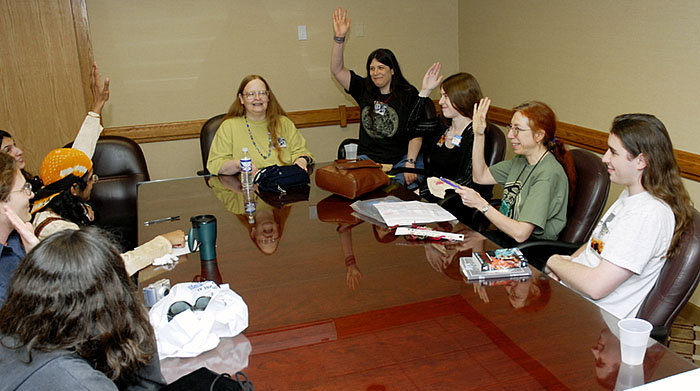
미니콘에서 낭독 중인 파멜라 딘

컨벤션(팬덤에서는 주로 "콘"으로 줄여부름)은 세계 각지의 도시에서 열리는 지방, 지역, 국가, 국제 행사이다. 일반적인 컨벤션은 SF의 모든 측면을 다루지만, 미디어 팬덤이나 펄킹을 비롯한 몇몇은 특정한 분야에 초점을 맞추기도 한다. 대부분 NGO의 자원봉사자들로 조직되지만, 미디어 지향적 이벤트들은 주로 상업적인 프로모터들로 조직된다. 컨벤션의 행사들은 "프로그램"으로 불리며, 이는 패널 토론회, 독서회, 사인회, 코스튬 무도회 등을 포함한다. 프로그램의 일환이 아닌 컨벤션 내내 지속되는 행사들로는 딜러의 방, 아트 쇼, 환영 라운지("콘 스위트룸") 등이 있다.
컨벤션엔 수상식이 포함될 수도 있다. 월드콘은 매년 휴고상을 수여한다. 형식적인 맥락에 집착하지 않는 "클럽"이라 불리는 SF 조직들은 SF팬들을 위한 연중 행사를 연다. 이것은 SF 컨벤션이나 정기 클럽 미팅과 연계될 때도 있다. 대부분의 모임은 도서관, 학교, 대학교, 커뮤니티 센터, 술집, 식당, 조직원의 집에서 열린다. 전통 있는 모임인 뉴잉글랜드 SF 협회, 로스 앤젤레스 SF 협회 등은 모임을 위한 클럽하우스와 컨벤션 자료와 연구 자료들이 보관된 창고를 보유하고 있다. 전문 SF 작가들을 위한 미국 SF&판타지 작가 모임(SFWA)는 1965년 데이먼 나이트에 의해 비영리 단체로 설립됐다. 24년 후 데이먼 나이트의 에세이 "단결 또는 저런!"은 국립 판타지 팬 연합에 인계됐다. 팬덤은 미디어 팬덤, 창조적인 시대착오를 위한 모임, 게이머, 플리커, 퍼리 팬덤 등의 관련 그룹이 탄생하는데 도움을 주었다.
한국에서는 1999년 SF컨벤션협회가 출범해 한국SF컨벤션을 목표로 했고, 2018년 SF&판타지 도서관과 한국SF협회가 이를 이어받아 행사를 진행 중이다.

### 팬진, 온라인 팬덤
최초의 SF 팬진 《혜성》은 1930년에 출간됐다. 팬진의 출판 방식은 젤라틴판, 둥사판, 저두 기계에서 현대적인 복사 방식에 이르기까지 수십년에 걸쳐 변화했다. 유통과 배급은 가끔씩 상업 인쇄물의 가격을 결정한다. 현대 팬진은 컴퓨터 프린터나 지역 인쇄소, 혹은 이메일을 통해서 발행된다. 현재 가장 유명한 팬진은 데이빗 랭포드가 편집하는 《앤서블》이며, 해당 팬진은 여러 차례 휴고상을 수상했다. 최근 상을 받은 다른 팬진들로 《파일 770》, 《미모사》, 《플록타》가 있다. 브래드 W. 포스터, 테디 할비아, 조 메이휴처럼 팬진을 위해 일하고 있는 아티스트들이 업계에서 주목 받고 있으며, 휴고상은 최고의 팬 아티스트 항목을 신설했다. 가장 초창기에 조직된 온라인 팬덤은 SF Lovers 커뮤니티이며, 이것은 본래 1970년대 후반 정기적으로 업데이트되는 아카이브 파일을 받던 메일링 리스트에 기반한 것이다. 1980년대, 유즈넷 그룹이 온라인상에서 크게 확장했다. 1990년대, 월드 와이드 웹의 개발은 온라인 커뮤니티를 폭발적으로 증가시켰다. 말그대로 수천 수만개의 SF와 관련 장르, 매체를 다루는 웹사이트가 나타났다. 대부분의 사이트는 소규모에 짧게 지속됐으며, 좁은 분야에 집중했지만, SF 사이트처럼 광범위한 SF 관련 레퍼런스와 리뷰를 제공하는 사이트도 있었다.

### 팬 픽션
애호가들 사이에선 주로 "팬픽"으로 불리는 팬 픽션은 기존의 책, 영화, 비디오 게임, TV 시리즈(드라마) 등의 설정을 바탕으로 창작되는 비영리적 픽션을 일컫는다. 이 현대적인 의미의 용어는 (1970년대 이전의) 전통적인 "팬 픽션"의 의미와 헷갈리기 쉽다. 본래 팬덤 커뮤니티내에서 팬 픽션이란 팬들이 창작해 팬진에 실은 (종종 팬들 자신을 작중 인물로 활용한) 오리지널, 패러디 픽션을 말하는 것이었다. 한 예로 1956년 아일랜드 팬 존 베리가 그와 아서 톰슨의 팬진인 《징벌》(Retribution)에 실은 군 디펙티브 에이전시(Goon Defective Agency) 이야기가 있다. 최근 몇년간, SF 우주간의 콜라보레이션을 지향하는 오리온의 팔, 갤럭시키 등의 사이트가 각광을 받고 있다. 어떤 경우엔 책, 영화, TV 시리즈의 저작권자가 그들의 변호사를 통해 팬들에게 "중단 및 단념" 권고를 통지하기도 한다.

## SF 연구

### 진지한 문학으로서
중요한 로망스 작가로 여겨지는 셸리는 《프랑켄슈타인》을 비롯한 SF소설을 여럿 썼다. 《유년기의 끝》를 비롯한 많은 SF소설들이 비평적 호응을 이끌어냈다. 헉슬리의 《멋진 신세계》, 오웰의 《1984》, 버지스의 《시계태엽 오렌지》, 애트우드의 《시녀 이야기》 등 주류 문학에서 존경받는 여러 작가들이 SF를 썼다. 노벨 문학상 수상자 레싱은 SF 시리즈 《아르고스의 카노푸스》를 썼고, 보니것이 쓴 대부분의 작품은 SF의 소재나 테마를 포함하고 있다.
학자 시피는 SF에서 끊임없이 논의되는 주제들에 대해 질문을 던졌다: "SF와 판타지의 관계란 무엇인가? SF 독자는 여전히 남자 청소년들이 지배적인가? SF는 성숙하지만 괴벽하지 않은 문학자들에게 어필할 수 있는 취향인가?" SF 작가 르귄은 그녀의 여러 차례 재판된 에세이 "과학소설과 브라운 부인(Science Fiction and Mrs Brown)"에서 이러한 질문에 답변하기 위해 영국 작가 울프의 에세이 《베넷 씨와 브라운 부인》을 인용하며 시작한다.
나는 모든 소설은…대영 제국의 영광을 기념하여 노래를 부르거나 교리를 설교하지 않는, 캐릭터를 다루며, 그리하여 소설이란 양식은 서투르고, 자세하며, 드라마틱하지 않고, 풍부하며, 탄성적이고, 생생하도록 진화했다고 믿는다. …위대한 소설가들은 캐릭터를 통해 독자에게 그들이 보여주고 싶은 것을 보여준다. 그렇지 않으면 그들은 소설가가 되는 대신 시인, 역사가, 팸플릿 작성가가 됐을 것이다.

르귄은 이러한 기준이 SF에도 성공적으로 적용된다고 주장하며, 따라서 에세이 초입부에 수사적으로 던진 "SF 작가가 소설을 쓰는 것이 가능한가?"라는 질문에 긍정적인 답변을 내놓는다.
시피는 그의 에세이에서 르귄의 주장에 반론하지는 않으나, SF 소설과 SF 분야 밖에서 쓰인 소설 간에 놓인 본질적 차이를 논의하고 확인한다. 이를 위해, 그는 오웰의 《숨쉬러 나가다》와 폴과 C. M. 콘블루스의 《우주 상인》을 비교하고, SF 소설의 기반과 특성은 노붐(다코 수빈이 블로흐에게서 가져와 "사실이 아닌 것으로 인식될 수 있는, 하지만 동시에 사실과 다르지 않은, (현재의 지식으로는) 확실하게 불가능하지 않은 정보의 개별 조각"이라고 정의한 용어)의 존재라고 결론짓는다.
한편 포스트 모더니즘의 주창자라 불리는 피들러는 1970년대부터 주류 문학과 SF를 구분하기가 "황금기" 시절 작가들이 주장하던 때처럼 쉽지 않다고 말한다. 그러나 동시에 "해석학에서나 적절한 불모의 언어"를 통해 "학문적 해석"을 하는 아카데미 학자들이 "부적절하게도 엘리트 비평이론을 빌어 사용"하고 있다고 주장하며, 이를테면 하인라인, 아시모프, 특히 밴보트, 닥 스미스, 스테이플던 같은 작가들이 영문학계에서 종종 SF소설에 애착을 가진 학자들에게조차 부당하게 무시당하는 현실은 과학소설의 실패가 아니라 윤리적, 심미적인 엘리트비평이 평가의 잣대로 삼는 전통적 기준의 실패를 말하고 있다고 논한다.
SF는 고전적 문학과 비교했을 때 상대적으로 명확하고 직설적인 문장을 구사한다. SF와 비SF 소설을 모두 쓰는 작가 카드는, SF에서 작품의 메시지와 지적 의미는 이야기 내부에 포함되며, 따라서 문체의 기믹이나 문학적 게임이 있을 필요가 없다고 가정했다. 하지만 일부 작가들과 평론가들은 언어의 명확성을 예술성의 부족과 혼동한다는 것이다. 카드의 말을 인용하면,
…많은 위대한 작가들과 비평가들의 직업에는 전제 조건이 하나 있다. 그것은 일반대중이 아무 도움 없이도 이해할 수 있는 작품은 읽을 가치가 없다는 것이다. (…) 모든 이야기들이 이렇듯 단순 명료하게 표현된다면 문학 교수들은 일자리를 잃을 것이며 애매모호한 문장을 쓰는 작가들은 동정은 얻되 명성을 잃게 될 것이다.

판타지 작가 줄리엣 E. 매케나는 비슷한 견지에서 말하길,
…불신을 접고 비현실을 받아들이게 하려면 이 생소한 세계가 정말 진짜라고 설득해야만 한다.
모호한 말로 약점을 눈가림해서는 절대 안 된다. 그러면 모순을 지적하는 이메일이 수도 없이 올 것이다. (…) 고 이언 뱅크스와 조안 해리스처럼 문학소설과 사변소설에 똑같이 능숙하며 자기 작품을 변호하거나 정당화하기를 거부하는 유능한 작가들 앞에서 얼굴이 일그러지는 문학평론가들을 보면 무척 즐겁다. 문학소설의 최종적 특징이 탁월한 산문이라면, 최고조에 달한 테리 프래쳇도 분명 오늘날 글을 쓰는 최고의 산문 문장가다. 그렇기 때문에 비평가들은 SF와 판타지 같은 단어로 원고를 더럽히지 않으려고, 사후가정이니 마술적 사실주의니 하는 용어를 만든 것이다.

SF 작가이자 물리학자인 벤퍼드는 다음과 같이 선언했다. "SF는 아마도, 비록 SF의 점령군이 여전히 문학의 성채, 로마 바깥에 야영하고 있더라도, 20세기의 가장 대표적인 장르이다." 이러한 배제의 의미는 책 《빌리지 보이스》에 실린 조나단 레뎀의 에세이 "근접 조우: 과학소설의 낭비된 약속"을 통해 뚜렷이 지적됐다. 레뎀은 1973년, 네뷸러상에 핀천의 《중력의 무지개》가 노미네이트되고, 클라크의 《라마와의 랑데부》가 수상했을 때, "SF가 주류와 융합될 수 있다는 희망의 죽음을 선언하는 숨겨진 묘비가 세워졌다."고 주장했다. 레뎀의 주장에 대한 응답으로, 《SF&판타지 매거진》의 편집자는 "언제쯤 돼야 SF 장르는 메인스트림을 감동시키려는 시도가 이길 수 없는 게임이라는 사실을 깨달을 것인가?"라고 되물었다. 이 시점에 저널리스트이자 작가인 데이비드 버넷은 다음과 같이 논평했다.
 "문학적" 소설과 "장르" 소설 간의 끊임없는 전쟁은 모래 위에 그어진 뚜렷한 선과 같다. 장르계의 보병들은 문학적 소설을 인간의 조건에 대한 무의미하지만 예쁘게 치장된 그림 컬렉션쯤으로 생각한다. 문학의 수호자들은 장르 소설을 천박하고, 상업적으로 훌륭한, 돈을 벌기 위한 작품으로 여긴다. 이런 식으로 싸움은 계속된다.

베넷은 그의 최근 에세이에서 이 "끝없는 전쟁"의 새로운 전개를 지적했다:
 포스트-아포칼립스적인 미국을 가로질러 펼쳐지는 여행, 복제인간 웨이트리스들이 반란을 일으킨 미래 사회, 특별한 가스를 품은 돌연변이 생명체들이 세계를 둘러싼 관, 공룡들이 정착가능한 새로운 세계를 구축하려는 계획, 붕괴한 문명의 유전 공학 등을 다루는 소설들의 공통점이 무엇일까? 

이들은 모두 SF가 아니다. 

문학 독자들은 상기한 설명으로부터 매카시의 《로드》, 미첼의 《클라우드 아틀라스》의 일부, 하커웨이의 《사라진 세계》, 윈터슨의 《바위 신》, 애트우드의 《오릭스와 크레이그》를 떠올릴 수 있을 것이다. 이 소설들은 모두 대부분의 사람들이 SF로 인식하는 문채를 사용하고 있지만, 해당 작품들의 저자나 출판인은 이들이 SF로 분류되지 않는다고 보증하기 위해 안간힘을 쓰고 있다.

### SF 소설

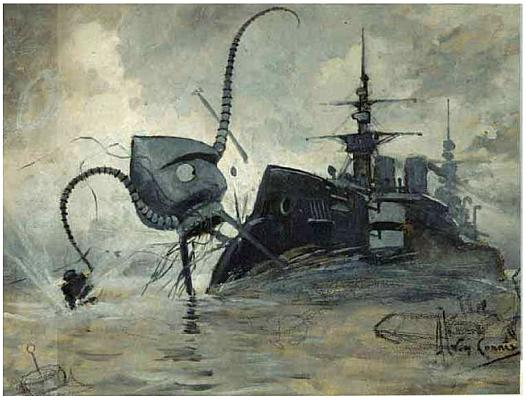
H. G. 웰스의 소설 《우주 전쟁》의 일러스트. 헨릭 앨빔 코어 作 (1906년)

### SF 만화

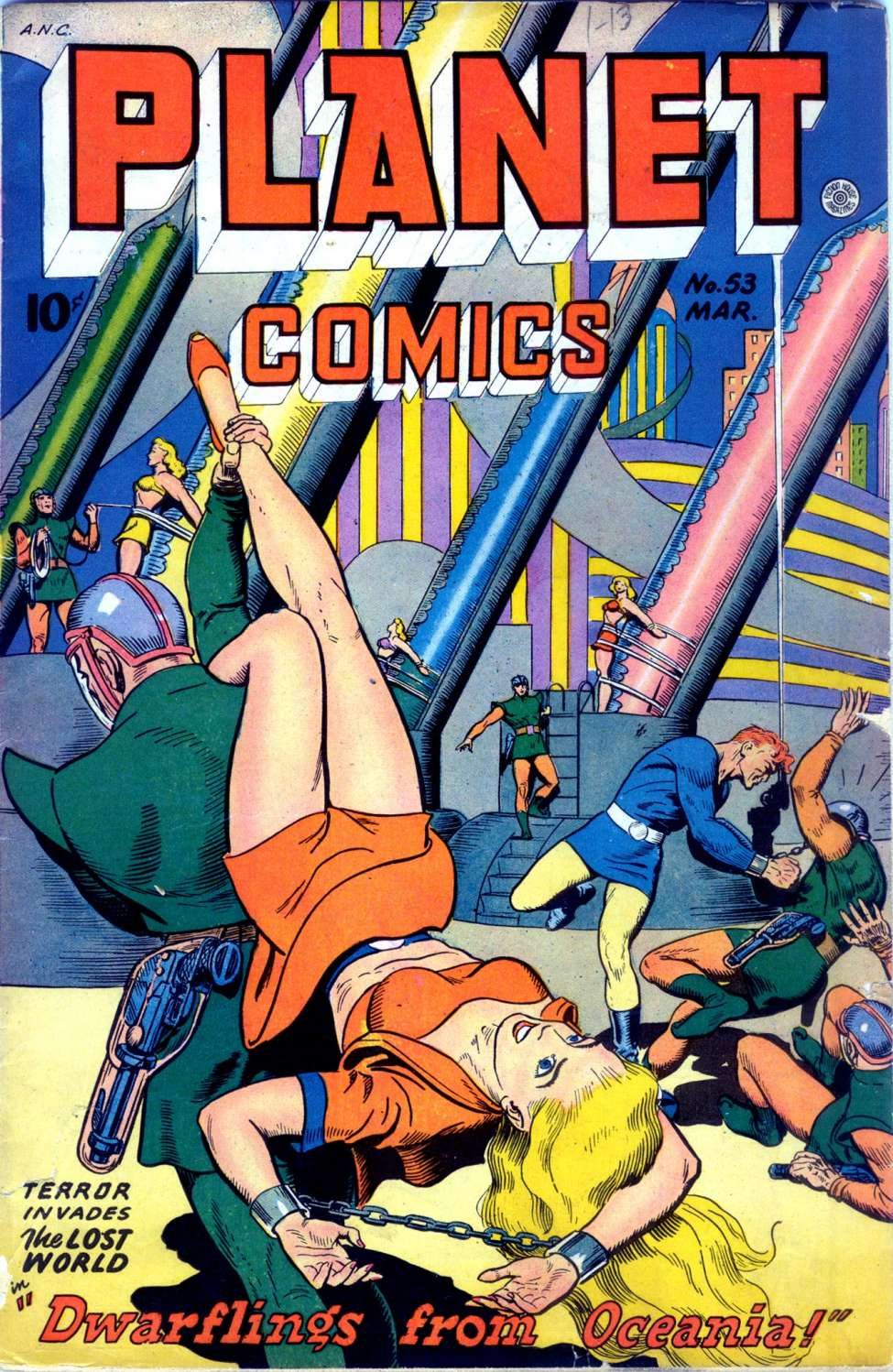
SF 만화 잡지 《플래닛 코믹스》표지 (1948년 3월)

## 국제적 예시들
- 아프로퓨처리즘
- 오스트레일리아 SF
- 벵갈 SF
- 블랙 SF
- 브라질 SF
- 캐나다 SF
- 중국 SF
- 크로아티아 SF
- 체코 SF
- 프랑스 SF
- 일본 SF
- 노르웨이 SF
- 폴란드 SF
- 로마니아 SF
- 러시아 SF
- 세르비아 SF
- 스페인 SF
- 유고슬라비아 SF
- 한국 SF

## 같이 보기
- 판타지
- 사변 소설

## 참고 자료
- 브라이언 올디스. Billion Year Spree: The True History of Science Fiction, 1973.
- 브라이언 올디스와 데이빗 윙글로브. Trillion Year Spree: The History of Science Fiction, revised and updated edition, 1986.
- 킹슬리 에이미스. New Maps of Hell: A Survey of Science Fiction, 1958.
- 닐 배론 편저. Anatomy of Wonder: A Critical Guide to Science Fiction (5th ed.). Westport, Conn.: Libraries Unlimited, 2004. ISBN 1-59158-171-0.
- 데미언 브로데릭. Reading by Starlight: Postmodern Science Fiction. London: Routledge, 1995. Print.
- 존 클루트 Science Fiction: The Illustrated Encyclopedia. London: Dorling Kindersley, 1995. ISBN 0-7513-0202-3.
- 존 클루트와 피터 니콜스 편저., 과학소설 백과사전. St Albans, Herts, UK: Granada Publishing, 1979. ISBN 0-586-05380-8.
- 존 클루트와 피터 니콜스편저., 과학소설 백과사전. New York: St Martin's Press, 1995. ISBN 0-312-13486-X.
- 토마스 M. 디시 The Dreams Our Stuff Is Made Of. New York: The Free Press, 1998. ISBN 978-0-684-82405-5.
- 프레드릭 제임슨. 미래의 고고학 Archaeologies of the Future: This Desire Called Utopia and Other Science Fictions. London and New York: Verso, 2005.
- 앤드류 밀너. Locating Science Fiction. Liverpool: Liverpool University Press, 2012.
- 마수드 아르샤프 라자, Jason W. Ellis and Swaralipi Nandi. eds., The Postnational Fantasy: Essays on Postcolonialism, Cosmopolitics and Science Fiction. McFarland 2011. ISBN 978-0-7864-6141-7.
- 로버트 레기날드. Science Fiction and Fantasy Literature, 1975–1991. Detroit, MI/Washington, D.C./London: Gale Research, 1992. ISBN 0-8103-1825-3.
- 다코 수빈. Metamorphoses of Science Fiction: on the Poetics and History of a Literary Genre. New Haven : Yale University Press, 1979.
- 유타 웰디스 편저. To Seek Out New Worlds: Exploring Links between Science Fiction and World Politics. New York: Palgrave Macmillan, 2003. ISBN 0-312-29557-X.
- Westfahl, Gary, ed. The Greenwood Encyclopedia of Science Fiction and Fantasy: Themes, Works, and Wonders (three volumes). Westport, Conn.: Greenwood Press, 2005.
- 개리 K. 울프. Critical Terms for Science Fiction and Fantasy: A Glossary and Guide to Scholarship. New York: Greenwood Press, 1986. ISBN 0-313-22981-3.